# 수산초등학교 (충북)
수산초등학교는 대한민국 충청북도 제천시 수산면 수산리에 있는 공립 초등학교이다.

## 학교 연혁
- 1922년 5월 5일 설립인가
- 1923년 4월 1일 수산공립보통학교 개교
- 1938년 4월 1일 교명 변경 (수산공립심상소학교)
- 1941년 4월 1일 교명 변경 (수산공립국민학교)
- 1992년 3월 1일 추동분교장 편입
- 1995년 3월 1일 대전분교장 편입
- 1995년 3월 1일 병설유치원 개원
- 1996년 3월 1일 수산초등학교로 개칭
- 1998년 3월 1일 추동분교장 통합
- 1999년 3월 1일 대전분교장 통합
- 2000년 3월 1일 초·중학교 통합
- 2023년 1월 6일 수산초등학교 제96회 졸업(졸업생 총수 4,777명)

## 참고 자료
- 수산초등학교 - 한국교육학술정보원 학교알리미